# Nikozija
Nikozija (grško Λευκωσία, latinizirano: Lefkosía; turško Lefkoşa; arabsko Նիկոսիա, latinizirano: Nikosia) je največje mesto, glavno mesto Cipra in sedež ciprske vlade. Je v bližini središča planote Mesaoria, na bregovih reke Pedieos.
Nikozija je najbolj jugovzhodna od vseh prestolnic držav članic EU. Neprekinjeno je naseljeno že več kot 4500 let, od 10. stoletja pa je glavno mesto Cipra. Grška ciprska in turško ciprska skupnost v Nikoziji sta se v začetku leta 1964 ločili na jug oziroma severno od mesta, potem ko je v mestu izbruhnila ciprska kriza 1963–64. Ta ločitev je postala militarizirana meja med Republiko Ciper in Severnim Ciprom, potem ko je Turčija leta 1974 napadla otok Ciper in zasedla sever otoka, vključno s severno Nikozijo. Danes je Severna Nikozija glavno mesto Severnega Cipra, države, ki jo priznava le Turčija in ki jo mednarodna skupnost šteje za ciprsko ozemlje.
Nikozija se je poleg zakonodajnih in upravnih funkcij uveljavila kot otoška finančna prestolnica in glavno mednarodno poslovno središče. Leta 2018 je bila Nikozija 32. najbogatejše mesto na svetu po relativni kupni moči.

## Toponimija
Najzgodnejša omemba Nikozije je na glineni prizmi asirskega kralja Asarhadon leta 672 pr. n. št. To je omemba mesta-države Ledra, ki se je nahajala na mestu Nikozije, mesto se je  imenovalo Lidir. Ime Ledra in različice (na primer Ledroi) so se uporabljale že leta 392 našega štetja, ko ga je pisno uporabil sveti Hieronim. Vendar to besedilo mesto omenja tudi kot Leucotheon, zgodnjekrščanski viri tega obdobja pa so prvi, ki uporabljajo podobne različice imena Lefkosia (npr. Leuteonos). Znanstveniki menijo, da je izvor imena Lefkosia toponomastična uganka. V večini bizantinskih virov je ime zapisano kot Leukousia, v literaturi pa je sprejeto, da ime najverjetneje izhaja iz grške besedne zveze leuke ousia ('belo posestvo').

## Zgodovina

### Antika
Nikozija je stalno poseljena od začetka bronaste dobe 2500 let pred našim štetjem, ko so se prvi prebivalci naselili v rodovitni ravnici Mesaorije. Pozneje je postala mestna država, znana kot Ledra ali Ledrae, ena od dvanajstih kraljestev starodavnega Cipra, ki so ga Ahajci zgradili po koncu trojanske vojne. Ostanke stare Ledre danes najdemo na hribu Ayia Paraskevi na jugovzhodu mesta. Znan je samo en kralj Ledre: Onasagoras. Kraljevina Ledra je bila zgodaj uničena. Pod asirsko vladavino Cipra so leta 672 pred našim štetjem Onasagoras plačevali Esarhaddonu iz Asirije. Do leta 330 pred našim štetjem je bilo zabeleženo, da je Ledra majhno nepomembno mesto. Menijo, da je bilo naselje gospodarsko in politično odvisno od bližnjega mesta Chytri.  Glavna dejavnost prebivalcev mesta je bila kmetovanje. V tej dobi Ledra ni napredovala kot druga ciprska obalna mesta, ki so temeljila predvsem na trgovini.

### Rimsko in bizantinsko obdobje
V bizantinskih časih je bilo mesto imenovano tudi Λευκωσία (Lefkosia) ali kot Καλληνίκησις (Kallenikesis). V 4. stoletju našega štetja je mesto postalo sedež škofije, škof sveti Trifilij (Trifilios), učenec svetega Spiridona. Arheološki dokazi kažejo, da je mesto v zgodnjem krščanskem obdobju dobilo velik del prejšnjega pomena, prisotnost dveh ali treh bazilik z opus sektile okraski, skupaj z marmorji, okrašenimi z visokim reliefom, kaže na prisotnost razmeroma uspešne in prefinjene krščanske družbe.
Po uničenju prestolnice Cipra, Salamis, z arabskimi napadi leta 647, skupaj z veliko škodo v drugih obalnih naseljih, je gospodarstvo otoka postalo veliko bolj vase usmerjeno in celinska mesta so postala bolj pomembna. Nikozija je imela od tega korist in je delovala kot odtok kmetijskih proizvodov iz njenega zaledja, planote Mesaoria. Poleg tega je bila zaradi velike oskrbe z vodo v ugodnem položaju. Mesto se je tako razvilo, da je Bizantinsko cesarstvo okoli leta 965, ko se je Ciper ponovno pridružil Bizantinskemu cesarstvu, izbral Nikozijo za prestolnico otoka. Bizantinci so sedež otoka preselili v Nikozijo predvsem iz varnostnih razlogov, saj so obalna mesta pogosto trpela zaradi napadov. Od takrat naprej ostaja glavno mesto Cipra. V Nikoziji je bil sedež bizantinskega guvernerja Cipra; zadnji bizantinski guverner je bil Isaac Komnen, ki se je razglasil za cesarja otoka in je vladal otoku od leta 1183 do 1191. Pričevanja že leta 1211 kažejo, da Nikozija takrat ni bila obzidano mesto in zato Bizantinci niso zgradili mestnega obzidja, saj so mislili, da bi bila celinska lega mesta dovolj za obrambne namene. Bizantinci so znotraj mesta zgradili razmeroma šibko utrdbo. Gospodarstvo pod bizantinsko vladavino je bilo večinoma trgovanje s kmetijskimi dobrinami, vendar je mesto zaradi prisotnosti cesarske uprave proizvajalo tudi luksuzne predmete in kovinske izdelke.

### Srednji vek
Na poti v Sveto deželo med tretjim križarskim pohodom leta 1187 so floto Riharda I. Levjesrčnega prizadele nevihte. Sam se je najprej ustavil na Kreti in nato na Rodosu. Nadaljevale so tri ladje, ena od njih je prevažala Joan Angleško, kraljico Sicilije in Berengarijo Navarrsko, Rihardovo bodočo nevesto. Dve ladji sta dožievli brodolom, vendar je ladja z Joano in Berengarijo varno prispela do Limassola. Joan ni hotela priti na kopno, saj se je bala, da bi jo Isaac Komnen, ki je sovražil vse Franke, ujel in zadržal kot talko. Njena ladja je ves teden stala na sidrišču, preden je Rihard I. končno 8. maja prispel. Ogorčen nad ravnanjem s svojo sestro in prihodnjo nevesto, je Rihard I. napadel.
Rihard I. je oblegal Nikozijo, se končno srečal in premagal Isaaca Komnena pri Tremetousiji in postal vladar otoka, vendar ga je prodal vitezom templarjem.
Frankovska vladavina Cipra se je začela od leta 1192 in trajala do leta 1489. V tem času je bila Nikozija glavno mesto srednjeveškega Ciprskega kraljestva, sedež kraljev Lusignanov, latinske cerkve in frankovske uprave otoka. V času frankovske vladavine je bilo zgrajeno obzidje mesta skupaj s številnimi drugimi palačami in zgradbami, vključno z gotsko stolnico sv. Sofije, danes Selimova mošeja. V njej so grobnice kraljev rodbine Lusignan. Eksonim Nikozija se je pojavil s prihodom Lusignanov. Francosko govoreči križarji niso mogli ali pa jim ni bilo mar izgovoriti ime Lefkosia in so navadno govorili Nicosie, prevedeno v italijanščino in nato mednarodno znano kot Nikozija.
Leta 1374 je bila Nikozija zasedena in opustošena s strani  Genovske republike, leta 1426 pa iz Mameluškega sultanata.
Leta 1489, ko je Ciper prešel pod oblast Beneške republike, je Nikozija postala njihovo upravno središče in sedež republike. Beneški guvernerji so menili, da je treba vsa ciprska mesta utrditi pred osmanskimi napadi. Leta 1567 so Benečani zgradili nove utrdbe Nikozije, ki so do danes dobro ohranjene, porušili so stare zidove, ki so jih zgradili Franki, pa tudi druge pomembne stavbe frankovske dobe, vključno s kraljevo palačo, drugimi zasebnimi palačami ter cerkvami in samostani obeh, pravoslavnih in latinskih kristjanov. Novo obzidje je imelo obliko zvezde z enajstimi bastijoni. Zasnova bastijona je primernejša za topništvo in boljši nadzor za branilce. Obzidje ima tri vrata, proti severnu Kyrenijska vrata, zahodu Pafoška vrata in vzhodu vrata Famagusta. Reka Pedieos je tekla skozi beneško obzidano mesto. Leta 1567 so jo pozneje, zaradi pričakovanega osmanskega napada, iz strateških razlogov preusmerili zunaj v na novo zgrajen jarek.

### Osmanska vladavina
1. julija 1570 so prišli na oblast Osmani. 22. julija se je Piyale paša, ki je zajel Pafos, Limassol in Larnako, odpravil s svojo vojsko proti Nikoziji in oblegal mesto. Mesto je v obleganju uspelo preživeti 40 dni do padca 9. septembra 1570. Zgodba ciprskega mučenika Arnauda de Rocasa sega v padec Nikozije. Med obleganjem je umrlo približno 20.000 prebivalcev in vsaka cerkev, javna zgradba in palača je bila oropana. Pred osmanskim osvajanjem je imela Nikozija 21.000 prebivalcev, na podlagi osmanskih popisov leta 1572 pa se je število prebivalstva zmanjšalo na 1100–1200. Opustošenje mesta je bilo tako obsežno, da je nekaj let po osvojitvi v številnih vaseh na otoku živelo več prebivalcev kot v Nikoziji. Glavne latinske cerkve so bile pretvorjene v mošeje, na primer stolnica svete Sofije.
V Nikoziji je bil sedež paše, grškega nadškofa, dragomana in kadija. Palazzo del Governo v beneških časih je postala sedež paše, guvernerja Cipra, stavba pa se je preimenovala v Konak ali Seraglio (Saraj). Trg zunaj je bil znan kot trg Seraglio ali Sarayonu (dobesedno 'pred Sarajem'), kot je poznan do danes. Saraj je bil porušen leta 1904, na njegovem mestu pa je zgrajen sedanji vladni urad.
Ko je prispelo na novo naseljeno turško prebivalstvo, je običajno živelo na severu stare struge. Ciprski Grki so ostali skoncentrirani na jugu, kjer je bila zgrajena nadškofija pravoslavne cerkve. Druge etnične manjšinske skupine, kot so Armenci in Latini, so se naselile blizu zahodnega vhoda v mesto pri Pafoška vrata.
Imena 12 četrti, na katere je bila Nikozija prvotno razdeljena v času osmanske nadvlade, naj bi izhajala iz 12 generalov, ki so takrat poveljevali oddelkom osmanske vojske. Vsak general, ki je bil napoten v četrt, je bil (z dvema izjemama) znan po njegovem imenu.
Pozneje se je število sosesk povečalo na 24. Vsaka soseska je bila organizirana okoli mošeje ali cerkve, kjer so živele večinoma posamezne muslimanske in krščanske skupnosti.

### Britanska vladavina
Nikozija je 5. julija 1878 prišla pod oblast Združenega kraljestva kot posledica Ciprske konvencije z dne 4. junija 1878, ki je bila tajni sporazum, dosežen med Veliko Britanijo in Osmanskim cesarstvom, ki je Britaniji podelil administrativni nadzor nad Ciprom v zameno za njegovo podporo Osmanom med kongresom v Berlinu. Stari osmanski upravni sedež (Saraj) je bil leta 1904 nadomeščen z novo zgradbo, ki je vsebovala sodišča, zemljiško knjigo in pisarne gozdarskega, carinskega in nikozijskega komisarja. V bližini je bil sedež policije, nasproti pa Generalna pošta in Telegraf. Beneški steber, prej na ograjenem dvorišču blizu Saraja, je bil obnovljen na novem mestu poleti 1915 sredi trga Saraj. Nikozijski steber je bila domnevno postavljen v poklon vladajočemu dožu Francescu Donatiju približno leta 1550.
Takoj po britanski okupaciji je bil v Nikoziji leta 1882 ustanovljen občinski svet za splošno upravljanje javnih zadev v mestu in za določeno območje brez obzidja pod predsedstvom župana. Prvi občinski uradi so bili na Mestnem trgu (danes osrednja občinska tržnica), vendar so bili uradi leta 1944 začasno preneseni na bastijon d'Avila, in po obnovi stavbe leta 1952 s sklepom za stalno. 
Leta 1923 so se občinske meje še razširile (glej zemljevid) in to novo območje je bilo razdeljeno med več obstoječih notranjih sosesk. Leta 1938 se je meja razširila do sedanjih meja na zahodu in do meja Ayii Omoloyites, Palouriotissa, Kaimakli in Omorfita. Leta 1944 je bila prevzeta vaška oblast Ayii Omoloyites, nato pa so bili kmalu po osamosvojitvi Palouriotissa, Kaimakli in Omorfita priključeni mestu leta 1968.
Leta 1955 se je začel oboroženi boj proti britanski oblasti, da bi otok združili z Grčijo, Enosis. Boj je vodila grška ciprska nacionalistična vojaška odporna organizacija EOKA [36] [37], podprla pa jo je velika večina ciprskih Grkov. Združitev z Grčijo ni uspela in namesto tega je bila leta 1960 razglašena neodvisnost Cipra. V obdobju boja je bila Nikozija prizorišče nasilnih protestov proti britanski vladavini.

### Neodvisnost in enote
Leta 1960 je Nikozija postala glavno mesto Republike Ciper, države, ki so jo ustanovili ciprski Grki in Turki. Leta 1963 je grško-ciprska stran predlagala spremembe ustave, ki jih je turško-ciprska skupnost zavrnila. Po tej krizi je 21. decembra 1963 med ciprskimi Grki in Turki izbruhnilo medsebojno nasilje. Nikozija je bila z zeleno črto razdeljena na grško in turško ciprsko četrt, poimenovano po barvi pisala, ki jo je uradnik Združenih narodov uporabil za risanje črte na zemljevidu mesta. Zaradi tega so se ciprski Turki umaknili iz vlade, po več medsebojnem nasilju leta 1964 pa so se številni ciprski Turki preselili v turško četrt Nikozije, kar je povzročilo resno prenatrpanost.
15. julija 1974 je prišlo do poskusa državnega udara, ki ga je vodila grška vojaška hunta, da bi otok združili z Grčijo. Puč je odstavil predsednika Makariosa III. in ga nadomestil z nacionalistom Nikosom Sampsonom.
20. julija 1974 je državni udar pospešil invazijo turške vojske na otok. Operacija je vključevala dve fazi. Druga faza turške invazije je bila izvedena 14. avgusta 1974, kjer je turška vojska napredovala in sčasoma zajela skupaj 37 % ciprskega ozemlja, vključno s severnim delom Nikozije. Zaradi spopadov je otok na obeh straneh imel ogromen problem beguncev.
13. februarja 1975 je turško-ciprska skupnost razglasila Turško federativno državo Ciper na območju, ki so ga zasedle turške sile. Ciprski Turki so 15. novembra 1983 razglasili svojo neodvisnost kot Turška republika Severni Ciper.
23. aprila 2003 je bil prehod Ledra Palace odprt skozi zeleno črto, prvič je bil ta prehod dovoljen po letu 1974. Sledilo je odprtje mejnega prehoda Ayios Dometios / Metehan 9. maja 2003. 3. aprila 2008 je bil ponovno odprt tudi prehod Ledra Street.
Od 30. oktobra 2016 dalje je Nikozija postala edino glavno mesto na svetu, ki ima dva časovna pasova, potem ko je parlament dejansko Turške republike Severni Ciper odpravil standardni čas in odločil, da Severni Ciper ostane na UTC + 03: 00 leto- po vzoru Turčije. Naslednje leto se je turško-ciprska vlada zaradi kritik turško ciprske javnosti na severu odločila, da se po preostali Evropi vrne v standardni čas.

## Mestne značilnosti

### Južno od zelene črte
Ulica Ledra je sredi obzidanega mesta. Ulica je bila v preteklosti najbolj prometna nakupovalna ulica v prestolnici, sosednje ulice pa vodijo v najbolj živahen del starega mesta z ozkimi ulicami, butiki, bari in umetniškimi kavarnami. Danes je ulica sama po sebi zgodovinski spomenik. Dolga je približno 1 km in povezuje južni in severni del starega mesta. Med boji EOKA (Ethniki Organosis Kyprion Agoniston - Nacionalna organizacija ciprskih borcev), ki so potekali od leta 1955 do 1959, je ulica dobila neformalni vzdevek morilska milja glede na pogosto ciljanje britanskih kolonialistov s strani nacionalističnih borcev. Leta 1963 so se, med izbruhom sovražnosti med grško in turško ciprsko skupnostjo po napovedi sprememb ciprske ustave, ciprski Turki umaknili v severni del Nikozije, ki je postal ena izmed številnih turško ciprskih enklav, ki so obstajale na celotnem otoku. Blokirane so bile različne ulice, ki so potekale med severnim in južnim delom mesta, vključno z ulico Ledra. Med invazijo turške vojske na Ciper leta 1974 so turške čete zasedle severno Nikozijo (pa tudi severni del Cipra). Po otoku je bil vzdolž črte premirja vzpostavljen varovalni pas, ki je ločeval severni del otoka pod nadzorom Turčije in jug. Varnostni pas poteka skozi ulico Ledra. Po številnih neuspelih poskusih dogovora med obema skupinama je bila ulica Ledra 3. aprila 2008 ponovno odprta.
- Pogled na Nikozijo s stolpa Shacolas
- Verande v stari Nikoziji, na desni Leventisov mestni muzej Nikozije
- Ulica Ledra
- Nadškofijska palača, Nikozija
- Stolnica sv. Janeza
- Park ob reki Pedieos.

Vzhodno od ulice Ledra je bil trg Faneromeni pred letom 1974 središče Nikozije. V njem so številne zgodovinske stavbe in spomeniki, vključno s cerkvijo Faneromeni, šolo Faneromeni, knjižnico Faneromeni in marmornatim mavzolejem. Cerkev Faneromeni je cerkev, zgrajena leta 1872 na mestu starejše cerkve, zgrajena iz ostankov gradu La Cava in samostana. Tam počivajo nadškof in drugi škofi, ki so jih Osmani ubili na trgu Saray med uporom leta 1821. Nadškofijska palača je na Trgu nadškofa Kyprianosa. Čeprav se zdi zelo stara, gre za čudovito imitacijo značilnega beneškega sloga, zgrajeno leta 1956. Poleg palače je poznogotska stolnica sv. Janeza (1665) s slikovitimi freskami. Trg vodi do ulice Onasagorou, druge prometne nakupovalne ulice v zgodovinskem središču.
Obzidje starega mesta ima tri vrata. V Kirenijskih vratih, ki so bila odgovorna za prehod na sever, in zlasti Kyreniji, Vrata Famagusta, ki so bila odgovorna za prehod proti Famagusti, Larnaki in Limassolu ter Karpaziji, in Pafoška vrata za prehod proti zahodu in zlasti Pafosu. Vsa tri vrata so dobro ohranjena.
Zgodovinsko središče je znotraj obzidja, moderno mesto pa je zraslo zunaj. Trenutno je glavni mestni trg Trg Eleftheria (Trg svobode) z mestno hišo, pošto in knjižnico. Trg povezuje staro mesto z novim mestom, kjer so glavne nakupovalne ulice, kot so prestižna ulica Stasikratous, avenija Themistokli Dervi in avenija Makarios.
Nikozija je znana tudi po svojih izvrstnih muzejih. V nadškofovi palači je Bizantinski muzej, ki vsebuje največjo zbirko verskih ikon na otoku. Leventisov mestni muzej Nikozije je edini zgodovinski muzej v Nikoziji in oživlja stare načine življenja v prestolnici od antičnih časov do naših dni. Drugi zanimivi muzeji so Muzej ljudske umetnosti, Nacionalni muzej boja (priča uporu proti britanski administraciji v 1950-ih), Ciprski etnološki muzej (Hiša Dragomana Hadjigeorgakisa Kornesiosa, 18. stoletje) in Center obrti.
Nikozija gosti tudi armensko nadškofijo, majhen budistični tempelj, maronitsko nadškofijo in rimskokatoliško cerkev.

### Severno od zelene črte
V središču obzidanega mesta leži trg Sarayönü. Trg je bil poimenovan 'srce Nikozije' in je bil v zgodovini kulturno središče turško ciprske skupnosti. Sredi trga stoji beneški stber, ki ga domačini imenujejo preprosto 'Obelisk' (Dikiltaş) in je simbol državne vlade. Steber so Benečani leta 1550 prinesli iz starodavnega mesta Salamis. Girne Avenue povezuje Sarayönü z Kyreniskimi vrati in trgom İnönü pred njimi. Avenija je bila opisana kot simbol obzidanega mesta in je polna številnih trgovin in restavracij.
Poleg kontrolne točke na ulici Ledra je območje Arasta. Območje je bilo leta 2013 peš cona in je dom mreže zgodovinskih nakupovalnih ulic, ki odražajo vzhodno tradicijo nakupovanja s hrano in tradicionalnimi predmeti. V bližini je Büyük Han, največji karavanseraj na otoku, ki velja za eno najlepših stavb na Cipru in so ga leta 1572 zgradili Osmani, in deluje kot kulturno središče. Zahodno od avenije Girne leži soseska Samanbahçe, ki jo je v 19. stoletju zgradila vlada in je veljala za prvi primer socialnih stanovanj na otoku. Še vedno stanovanjska četrt, soseska velja za eno najboljših predstavitev ciprske kulture. Druga osrednja točka v obzidanem mestu je  Selimova mošeja, prvotno zgrajena kot stolnica sv. Sofije. Mošeja je glavno versko središče na severnem Cipru. Zgradila ga je med letoma 1209 in 1228 Latinska ciprska cerkev v gotskem slogu, podobnem francoskim stolnicam. Poleg mošeje je Bezistan, velika grška cerkev v bizantinskem in gotskem slogu, zgrajena v 14. stoletju. V osmanski dobi so jo uporabljali kot tržnico. Danes se uporablja kot kulturno središče, kjer potekajo različne kulturne dejavnosti, kot so koncerti in festivali. Blizu mošeje İplik Pazarı, v četrti Iplik Bazar–Korkut Efendi, stoji edino turško kopališče Büyük Hamam.
Četrti Nikozije zunaj obzidanega mesta so prostornejše od obzidanega mesta, s širšimi cestami in križišči. Za ta območja so značilne večnadstropne betonske zgradbe. Na obrobju mesta so zgradili številne velike in impozantne vile, ki spadajo v srednji in višji sloj. Avenija Dereboyu služi kot moderno srce severnega dela in je središče zabave.

### Občina Nikozija
Občina Nikozija je odgovorna za vse občinske naloge znotraj obzidanega mesta in neposrednih sosednjih območij. Ustava določa, da morajo biti različne glavne vladne stavbe in sedeži znotraj meja občine Nikozija. Vendar so z ustavo v petih največjih mestih, vključno z Nikozijo, predpisane ločene občine, v primeru Nikozije pa je bila ločena uprava ustanovljena leta 1958. Zakon o začasnih določbah turških občinskih odborov iz leta 1959 je ustanovil občinski organ, ki ga vodi »turški občinski odbor«, opredeljen kot »organ oseb, ki so jih prvi dan julija 1958 ustanovili turški prebivalci v mestih Nikozija, Limassol, Famagusta, Larnaka in Pafos za izvajanje občinskih funkcij znotraj meja teh mest«. Turška občina Nikozija, ustanovljena leta 1958, opravlja občinske naloge v severnem in severozahodnem delu mesta. Preostala območja na jugu in vzhodu mesta upravlja občina Nikozija.

### Turška občina Nikozija
Prvi poskus ustanovitve turške občine Nikozija je bil opravljen leta 1958. Oktobra 1959 je britanska kolonialna uprava sprejela zakon o turških občinskih odborih. Ustava Republike Ciper je leta 1960 z razglasitvijo neodvisnosti Cipra ciprskim Turkom dala pravico do ustanovitve lastne občine. Ker pogajanja med obema stranema o ustanovitvi ločenih občin leta 1962 niso uspela, izvedbena zakonodaja ni bila nikoli sprejeta. Od popolne delitve Nikozije po turški invaziji leta 1974 je turška občina Nikozija dejansko postala lokalna oblast severne Nikozije. Turška občina Nikozija je članica Zveze turških občin na Cipru.

### Administrativne enote in demografija
Po zadnjem popisu je Nikozija znotraj meja mesta razdeljena na 29 upravnih enot (četrt, soseska, župnija, enorija ali mahala). Te enote so: Ayios Andreas (prej Tophane), Trypiotis, Nebethane, Tabakhane, Phaneromeni, Ayios Savvas, Omerie, Ayios Antonios, Sv. Janez, Taht-el-kale, Chrysaliniotissa, Ayios Kassianos (Kafesli), Kaïmakli, Panayia, St Constantine & Helen, Ayioi Omoloyites, Arab Ahmet, Yeni Jami, Omorfita, Ibrahim Pasha, Mahmut Pasha, Abu Kavouk, St. Luke, Abdi Chavush, Iplik Pazar in Korkut Effendi, Ayia Sophia, Haydar Pasha, Karamanzade in Yenişehir / Neapolis.
Občina Strovolos, ustanovljena leta 1986, je druga največja občina na Cipru po številu prebivalcev za Limassolom in zajema južna predmestja glavnega mesta, ki mejijo neposredno na občino Nikozija. Lakatamia, Latsia, Geri in Aglandjia so druge ločene občine v metropolitanskem območju Nikozije.
Mesto Gönyeli je zdaj strnjeno s severnim predmestjem. Prej vaška oblast, zdaj deluje kot občina  na istem območju. Predmestja, ki ležijo severno od mesta, niso bila postavljena v občine. Vaška oblast Hamitköy (znan tudi kot Hamid Mandres) je bila močno urbanizirana in je bila vključena v meje turške občine Nikozija kot soseska Nikozija, ki jo vodi muhtar. Organ vasi Ortakeuy je bil podobno opredeljen kot soseska turške občine Nikozija.

## Religija
V preteklosti je bila Nikozija talilnica, ki je usklajevala več verskih ustanov, veroizpovedi, cerkva, mošej, sinagog itd. Nikozija tradicionalno gosti grško pravoslavno cerkev, armensko pravoslavno cerkev, rusko pravoslavno cerkev, latinsko katoliško, maronitsko katoliško, anglikansko cerkev, evangeličansko cerkev in tudi mošeje in sinagoge.

### Armenska pravoslavna cerkev
Ena najstarejših armenskih cerkva, znana kot benediktinska opatija Gospe iz Tira, je bila ustanovljena v 13. stoletju kot glavni samostan po padcu Jeruzalema. Leta 1308 je kralj Lusignan, Henrik II. Jeruzalemski, popravil cerkev, potem ko jo je potres poškodoval. Ker so bile številne redovnice Armenke, je pod Armensko cerkev prišla pred letom 1504.
Od leta 1963 je cerkev v severni Nikoziji, pod turško ciprsko upravo. Cerkev je doživela propad nekaterih delov in močno poslabšanje stanja do leta 2007, ko so se začela obnovitvena dela. Prenova je bila končana leta 2013 in leta 2015 je prejela nagrado EU za kulturno dediščino (nagrada Europa Nostra).
S pomočjo Svetovnega sveta cerkva, cerkve Westfalije, ciprske vlade in vernikov so v Strovolosu zgradili novo cerkev, imenovano Sourp Asdvadzadzin. Temeljni kamen sta 25. septembra 1976 postavila nadškof Makarios III. in nadškof Nerses Pakhdigian. Uradno sta jo 22. novembra 1981 slovesno odprla katoliška Kilikija Khoren I. in koadjutor katoliški Kilikijski Karekin II. v prisotnosti nadškofa Chrysostomos I., škofa Zareha Aznavoriana in predstavnika dr. Antranika L. Ashdjiana.

### Maronitska katoliška cerkev
Maronitska skupnost je tradicionalna skupnost v Nikoziji. Arheparhija razširja svojo jurisdikcijo na vse zveste maronite otoka Cipra. Njegov arcieparhijski sedež je mesto Nikozija, kjer se nahaja katedrala Naše Gospe od milosti (Nikozija).
Arheparhija je konec leta 2013 od 838.897 prebivalcev imela 10.400 krščenih, kar predstavlja 1,2 % vseh. Njeno ozemlje je razdeljeno na 12 župnij. Stolnica Naše Gospe milosti je glavna maronitska cerkev mesta Nikozija na Cipru in je stolnica maronitske katoliške arheparhije na Cipru.
Prva stolnica je bila posvečena sv. Janezu, med osmansko okupacijo pa je bila spremenjena v mošejo. Libanonska maronitska skupnost je postavila cerkev sv. Križa, ki je bila pozneje zaupana frančiškanom, sedanja cerkev Matere Božje milosti pa je blizu frančiškanske cerkve. Leta 1960 je bil zgrajen sedež vikarije in okoliške stavbe. 6. junija 2010 je papež Benedikt XVI., prvi papež, ki je apostolsko potoval na otok, obiskal stolnico v Nikoziji.

### Ruska pravoslavna cerkev
Nikozija gosti največjo rusko pravoslavno cerkev na Cipru, ki se nahaja v Episkopeiou. V bližini vasi je cerkev apostola Andreja in vseh ruskih svetnikov. Cerkev je zgrajena v tradicionalnem ruskem pravovernem slogu. Gradnja cerkve se je začela oktobra 2015 in je bila končana 7. julija 2016. Njenih 5 kupol, vključno z osrednjo, ki tehta 7 ton, je bilo izdelanih v Sankt Peterburgu in so jih namestili ruski strokovnjaki. Cerkev je prva in edina ruska cerkev na Cipru, ki ima pozlačene kupole. Soseda Ruske cerkve je romunska pravoslavna cerkev.

### Anglikanska cerkev
Cerkev sv. Pavla je bila zgrajena leta 1893, ko je bil Ciper protektorat Britanskega imperija. Vpliv politike na arhitekturo je razviden iz strukturnih elementov stavbe, ki spominja na angleško župnijsko cerkev. Krščanska cerkev je danes del škofije Ciper in Zaliva.

### Grška evangeličanska cerkev
Grška evangeličanska cerkev v Nikoziji je razmeroma moderna arhitektura, ki služi lokalni protestantski skupnosti. Skupaj s posebnimi urami, namenjenimi službam grške evangeličanske skupnosti, služi kot središče za čaščenje lokalnih protestantov drugih narodnosti, kot so armenski, ameriški, romunski, korejski, kitajski itd. Nahaja se na ulici Gladstone.

### Armenska evangeličanska cerkev
Prvi armenski evangeličani na Cipru so se pojavili po prihodu Britancev julija 1878. Ker niso bili povezani in jih je bilo zelo malo, so se hitro povezali z materinsko cerkvijo (Armensko apostolsko cerkvijo), kot je Apisoghom Utidjian, uradni državni dokumenti prevajalec - in sin Stepana Utidjiana, enega prvotnih ustanoviteljev armenske evangeličanske cerkve -, ki je bil 30 let predsednik župnijskega sveta Nikozije. Z navalom več protestantov so se armenski evangeličani že leta 1887 pridružili reformirani prezbiterijanski cerkvi. Čeprav sta bili glavni središči Nikozija in Larnaka, so občasna srečanja potekala v Limassolu, Famagusti in Amiandosu. Obstajala je tudi majhna armenska evangeličanska cerkev, ki se je nahajala v ulici Mahmud paša, v turško zasedenem delu obzidanega mesta Nikozije - za staro ameriško akademijo, blizu arabske Ahmedove mošeje. Pred postavitvijo so armenski evangeličani častili Boga v reformirani prezbiterijanski cerkvi na ulici Apostolos Varnavas, nasproti stare elektrarne in za stavbo svete nadškofije na Cipru. Cerkev - vizija že od zgodnjih tridesetih let - je bila sčasoma zgrajena na pobudo pastorke Yohanne Der Megerditchian s finančnim prispevkom reformirane prezbiterijanske cerkve in armenskih evangeličanskih vernikov; njen arhitekt je bil Dickran H. Davidian. Temeljni kamen je 28. julija 1946 postavil pastor Yohanna der Megerditchian, ki ga je posvetil 1. julija 1947. Na spodnjem delu desne stene ob strani vhoda je napis v armenščini.

### Islam
V zgodovini Nikozija (jug in sever) gosti več kot 15 mošej, bodisi prvotno zgrajenih kot takih bodisi predelanih iz cerkva. Mošeja Ömeriye, prej znana kot avguštinska cerkev sv. Marije, je mošeja v obzidanem mestu Nikozija na otoku Ciper, ki se trenutno nahaja na južnem delu Nikozije. Po turški invaziji na Ciper je mošeja dobila pomen kot eno najpomembnejših krajev muslimanskega čaščenja v nemuslimanskem delu otoka in mesta. Trenutno mošeja deluje in je odprta tako za vernike kot za obiskovalce.
Nekdaj je mesto mošeje zasedala avguštinska cerkev sv. Marije, ki je segala v 14. stoletje. Med osmansko-beneško vojno 1570–73 je bila cerkev prvič močno poškodovana med obleganjem Nikozije leta 1570, po vojni pa je bila sčasoma zravnana.
Po turškem osvajanju Cipra je osmanski poveljnik Lala Mustafa-paša ukazal, da se na mestu nekdanje cerkve zgradi mošeja, ki temelji na splošnem prepričanju, da je bil na tem mestu pokopan Umar, drugi kalif islama. v 7. stoletju.
Glede na ciprsko turško izročilo je mošeja Ömeriye prva mošeja, kjer so Turki molili na otoku po osvojitvi leta 1571.
- Cerkev sv. Križa
- Armenska pravoslavna cerkev v Nikoziji
- Maronitska cerkev v Nikoziji
- Ruska pravoslavna cerkev
- Anglican Church in Nicosia
- Greek Evangelical Church of Nicosia
- Armenska evangeličanska cerkev
- Omeriye mošeja v Nikoziji

## Kultura
Ciprski arheološki muzej v Nikoziji je največji in najstarejši arheološki muzej na Cipru. V stari Nikoziji je Etnološki muzej (dvorec Hadjigeorgakis Kornesios) najpomembnejši primer urbane arhitekture zadnjega stoletja osmanske prevlade, ki je preživela v stari Nikoziji. Dvorec, ki je bil za zgledno prenovo nagrajen z nagrado Europa Nostra, danes deluje kot muzej, v katerem je razstavljena zbirka predmetov iz bizantinskega, srednjeveškega in osmanskega obdobja. Med drugimi muzeji v Nikoziji sta ciprski muzej naravne zgodovine in Mestni muzej Leventis v Nikoziji ter Von World Pens Hall na jugu. Na severu je dvorec Derviš Paše, podoben arhitekturi kot dvorec Hadjigeorgakis Kornesios, služi kot etnološki muzej z razstavljenimi osmanskimi in arheološkimi predmeti. Med drugimi muzeji so Lusignanova hiša, Muzej tekelij Mevlevi, povezan s sekto vrtečih se dervišev, in muzej lapidarij.
Umetniške galerije v Nikoziji so galerija Leventis, v kateri je več kot 800 slik ciprskih, grških ali evropskih umetnikov.

## Mednarodni odnosi

### Severni del
- Ankara, Turčija (od 1988)
- Bursa, Turčija
- Gaziantep, Turčija
- Tokat, Turčija
- Komrat, Gagavzija, Moldavija
- Aračinovo, Severna Makedonija
- Karbinci, Severna Makedonija
- Kumanovo, Severna Makedonija[47]

### Južni del
- Atene, Grčija (1988)
- Odesa, Ukrajina (1996)
- Širaz, Iran (1999)
- Bukarešta, Romunija (2004)
- Šanghaj, Kitajska (2004)
- Barcelona, Španija (2004)
- Bejrut, Libanon (2004)
- Ciudad de México, Mehika (2004)
- Milano, Italija (2004)
- Abu Dabi, Združeni arabski emirati (2004)

### Prijateljska mesta
- Moskva, Rusija (2000)
- Nicosia, Sicilija, Italija (2000)
- Čingdao, Kitajska (2001)
- Helsinki, Finska (2003)
- Zagreb, Hrvaška (2004)